# Advanced Stream Redirector
L'Advanced Stream Redirector (ASX) è un formato file. È un dialetto XML creato per memorizzare una lista di file o di flussi audio/video da suonare durante una presentazione multimediale.
È usato di frequente su server di streaming video, nel caso in cui sia necessario visualizzare una moltitudine di file ASF in sequenza. Sono supportati sia il protocollo RTSP sia MMS sia HTTP. Uno dei fattori che ha portato all'utilizzo estensivo dei file. asx è stato lo sviluppo delle webradio, specialmente se realizzate tramite la tecnologia Shoutcast. Tali webradio non permettono infatti di essere trasmesse nativamente dai player dei blog Microsoft, in quanto essi non supportano ne i file PLS, ne i file M3U ne le semplici socket. L'utilizzo dei metafile ASX aggira tale limitazione.
Con l'introduzione dei formati Windows Media Audio e Windows Media Video, sono state introdotte dalla Microsoft rispettivamente le estensioni WAX e WVX che svolgono lo stesso compito dei file ASX.

## Esempio
```
<asx
 
version=
"3.0"
>

  
<title>
Esempio
 
di
 
streaming
 
live
</title>

 

  
<entry>

    
<title>
File
 
che
 
verrà
 
eseguito
 
prima
 
dello
 
streaming
 
vero
 
e
 
proprio
</title>

    
<ref
 
href=
"http://example.com/announcement.wma"
 
/>

    
<param
 
name=
"aParameterName"
 
value=
"aParameterValue"
/>

  
</entry>

   

  
<entry>

    
<title>
Streaming
 
d'esempio
</title>

    
<ref
 
href=
"http://example.com:8080"
 
/>

    
<author>
Example.com
</author>

    
<copyright>
©2005
 
Example.com
</copyright>

  
</entry>

</asx>

```